# Henri Bertrand (cyclisme)
Pour les articles homonymes, voir Henri Bertrand et Bertrand.
Ne pas confondre avec l'autre coureur cycliste portant le même nom : Henri Bertrand, cycliste belge du début du XXe siècle, notamment champion de Belgique sur route en 1897 et 1898.
Henri Bertrand, né le 1er mars 1927 à Charentay et mort le 19 décembre 1989 à Gleizé, est un coureur cycliste français.

## Palmarès
- 1949
  - Grand Prix du Cru Fleurie
- 1950
  - Grand Prix de Cours-la-Ville
  - 2e de Bourg-Genève-Bourg
  - 2e du Grand Prix du Cru Fleurie
- 1952
  - Grand Prix de Cours-la-Ville
  - 2e du Grand Prix de Thizy
  - 3e du Circuit du Mont-Blanc
- 1954
  - 3e de la Polymultipliée lyonnaise
  - 3e du Circuit du Mont-Blanc
- 1956
  - Grand Prix de Cours-la-Ville
  - 3e du Grand Prix de Thizy
- 1957
  - 3e de la Polymultipliée lyonnaise
- 1958
  - 3e du Grand Prix de Cours-la-Ville

## Hommages
- Une stèle lui rend hommage au col de Saint-Bonnet. Elle fait régulièrement l'objet de cérémonies commémoratives[2] au cours de la randonnée cycliste Montée souvenir Henri Bertrand qui s'y rend annuellement[3],[4] depuis le village de Charentay.